# James Holmes

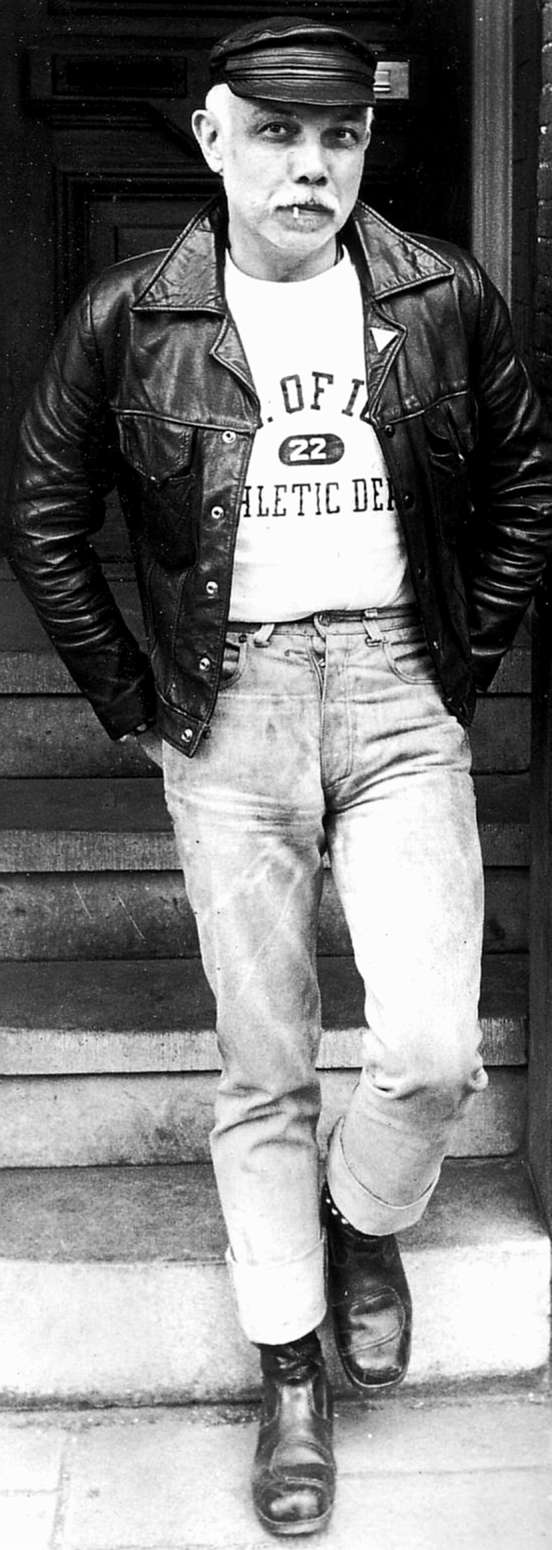
James S. Holmes voor zijn woning aan de Amsterdamse Weteringschans (16 juli 1981).
Foto: Tom Ordelman

James Stratton Holmes (Collins, Iowa, 2 mei 1924 – Amsterdam, 6 november 1986) was een in de Verenigde Staten geboren dichter, vertaler en vertaalwetenschapper, die het overgrote deel van zijn volwassen leven in Nederland woonachtig was. Hij publiceerde behalve als James S. Holmes ook onder de pseudoniemen Jim Holmes en Jacob Lowland. Holmes was in 1956 de eerste niet-Nederlander aan wie de prestigieuze Martinus Nijhoff-prijs, de voornaamste Nederlandse onderscheiding op het gebied van literaire vertalingen, werd toegekend.

## Jeugd en opleiding
Holmes, jongste telg uit een gezin met drie oudere broers, werd geboren en getogen op een kleine Amerikaanse boerderij in het hart van de staat Iowa.
Na het doorlopen van de middelbare school studeerde hij vanaf 1941 aan het Quaker College in Oskaloosa, Iowa. Na twee jaren van studie volgde een twee jaar durende stage als leraar op een middelbare school in Barnesville, Ohio. Omdat Holmes principieel weigerde dienst te nemen in het Amerikaanse leger en ook niet tot vervangende dienstplicht bereid bleek, belandde hij voor zes maanden in de gevangenis. Na zijn straf te hebben uitgezeten, keerde hij terug naar zijn studie: eerst aan het William Penn College en vervolgens aan het Haverford College in Pennsylvania.
In 1948, na het behalen van mastergraad in zowel Engels als geschiedenis zette hij zijn studie voort aan de Brown University in Providence, Rhode Island, een zogenaamde Ivy League School, waar hij een jaar lang voor zijn doctorsgraad studeerde. Inmiddels had hij zijn eerste gedichten gepubliceerd en hier en daar wat redactioneel werk verricht. Het duurde vervolgens niet lang meer voor de poëzie uitgroeide tot zijn grote liefde.

## Naar Nederland
In 1949 onderbrak hij zijn studie om als zogenaamde Fulbright exchange teacher een jaar lang les te gaan geven in Nederland, aan de in het Kasteel Eerde, bij Ommen, gevestigde Quaker-school. Na afloop van dat jaar bleef hij nog wat in Nederland hangen. Toen hij daarbij in de loop van 1950 tegen Hans van Marle (1922-2001) opliep, nam de loop van zijn leven een beslissende wending. Deze relatie zou uiteindelijk snel uitgroeien tot de liefde van zijn leven, en maakte bovendien dat hij niet zou terugkeren naar de Verenigde Staten, maar in plaats daarvan besloot zich voorgoed in Amsterdam te vestigen. De eerstvolgende twee jaar volgde James Holmes colleges Nederlands bij Nico Donkersloot aan de Universiteit van Amsterdam en in 1951 verschenen de eerste poëzievertalingen van zijn hand.
Inmiddels had hij ook kennisgemaakt met de jonge schrijver Gerard Reve, die in die tijd het Nederlandse literaire klimaat als steeds beklemmender ervoer, en daarom nog slechts in het Engels wilde schrijven. Holmes hielp hem hierbij, en samen met Van Marle werkten ze tevens aan een Engelse vertaling van Reves in 1946 verschenen novelle De ondergang van de familie Boslowits. Tijdens die samenwerking werd Reve, die op dat moment nog getrouwd was met Hanny Michaelis, hopeloos verliefd op Holmes, die hij zijn 'Zwarte Prins' noemde. Ze kregen een seksuele relatie, maar voor Holmes was het ook niet meer dan dat, en hij kon de soms zeer opdringerige liefde van Reve dan ook niet beantwoorden. 

Van Marle was en bleef zijn grote liefde, ook al hadden ze  voor een open relatie gekozen. Jaren later, tijdens een interview in 1985, verklaarde Holmes over deze periode: 
Ik denk dat ik in die tijd net iets verder was dan Gerard. Hij kon er alleen met mij over praten. Hij was er nog erg mee bezig, durfde er nog niet zo voor uit te komen. Destijds zei je dat soort dingen ook nog niet zo openlijk tegen je vrienden.
 Dat gebrek aan openheid remde hem zelf ook, vooral in zijn eigen dichtwerk, omdat hij in die tijd nog niet onomwonden over zijn homoseksuele gevoelens durfde te schrijven. Eerst in de jaren zeventig voelde hij zich vrij genoeg om het dichten weer serieus op te pakken, en zijn ruige, onverbloemde 'homopoëzie' te publiceren.

## Liefhebberij wordt beroep
Het vertalen van poëzie werd begin jaren vijftig intussen zijn hoofdbezigheid, en tot aan zijn benoeming als hoofdmedewerker op het Instituut voor Algemene Literatuurwetenschap van de Universiteit van Amsterdam voorzag hij in zijn levensonderhoud met vertalen. Naast gedichten vertaalde hij, samen met Hans van Marle, publicaties over Indonesië en Indonesische poëzie in het Engels. Zijn reputatie als vertaler groeide snel en in 1956 werd hem als eerste buitenlander de Martinus Nijhoff-prijs toegekend voor zijn vertalingen in het Engels. Nadat in 1958 het legendarische Engelstalige tijdschrift Delta was opgericht, dat geheel aan Nederlandse en Vlaamse cultuur gewijd was, werd James Holmes poëzie-redacteur en vertaalde hij met grote regelmaat moderne Nederlandse poëzie voor dit blad. Het waren de jaren waarin Holmes zich met name zou vastbijten in de poëzie van de Vijftigers en de na-Vijftigers; voor een vertaler nu niet bepaald de gemakkelijkste poëzie die men zich kan bedenken.

## Theoretische Vertaalwetenschap
Toen de faculteit Algemene Literatuurwetenschap van de Universiteit van Amsterdam in 1964 besloot tot de vorming van een afdeling theoretische vertaalwetenschap nodigde men Holmes daarbij uit voor een baan als wetenschappelijk hoofdmedewerker; een uitnodiging die hij enthousiast aanvaardde. Hij bezat immers niet alleen de noodzakelijke wetenschappelijke achtergrond, maar had inmiddels, behalve veel praktische ervaring ook een ruime theoretische kennis op dit terrein opgedaan. Zodoende was hij als geen ander in staat tot het opstellen van leerprogramma's voor het Instituut voor de Opleiding tot Vertaler en Tolk, dat later als Instituut voor Vertaalwetenschap in de Universiteit van Amsterdam werd geïntegreerd. Zo werd de vertaalwetenschap, mede door Holmes' toedoen een volwaardige afstudeerrichting en heeft hij in dat kader complete generaties vertalers van een gedegen theoretische ondergrond kunnen voorzien. Over de theorie van het vertalen schreef hij diverse gezaghebbende artikelen die internationale bekendheid verwierven en die men ook thans nog regelmatig aantreft in de bronvermeldingen van menig buitenlandse studie op dit gebied.

## Nobelprijswinnaars roemden vertaling van Nijhoffs Awater
Een van Holmes' knapste prestaties was wel zijn vertaling van Martinus Nijhoffs lange gedicht Awater, een werk dat ook in het buitenland niet onopgemerkt zou blijven. Zowel de dichter als zijn vertaler oogstten roem, en zelfs twee Nobelprijswinnaars, T.S. Eliot en Joseph Brodsky voelden zich na lezing ervan genoopt in het openbaar te reageren: volgens Eliot zou Nijhoff wereldberoemd zijn geweest als hij niet in het Nederlands maar in het Engels geschreven had, terwijl Brodsky zonder omhaal liet weten dat Awater tot de beste gedichten behoorde die hij ooit gelezen had.

## Columbia University stelt James S. Holmes Award in
Er volgden vertalingen van tientallen Nederlandse en Vlaamse dichters en in 1984 werd Holmes, opnieuw als eerste buitenlander, bekroond met de Vertaalprijs van de Vlaamse Gemeenschap.
Het hoogtepunt van zijn poëzievertalingen uit het Nederlands was zonder twijfel het ponderabele Dutch Interior, de lijvige bundel naoorlogse poëzie, die in 1984 in New York werd uitgegeven door de Columbia University Press. Holmes was niet alleen een van de belangrijke samenstellers van dit standaardwerk, maar tekende bovendien voor een groot aantal van de erin opgenomen vertalingen.
Zijn niet te overschatten verdienste als bezorger van Nederlandse poëzie in het Engelse taalgebied kon niet treffender worden bekroond dan zoals het Translation Center van de Columbia University dat deed toen het zijn naam verbond aan een nieuwe prijs voor vertalingen uit het Nederlands: de James S.Holmes Award.

## Verenigingen, besturen, commissies, redacties
Holmes raakte gaandeweg uitzonderlijk goed ingeburgerd in Nederland, niet alleen door de grote en gevarieerde kennissenkring die zich vormde rond zijn werk als dichter en vertaler, maar vooral ook door de uitgebreide vriendenkring die hij om zich heen wist te verzamelen in de hoofdstedelijke gay scene; ondanks zijn Amerikaanse accent en de zonden die hij tot het einde toe bleef begaan tegen het correcte gebruik van de Nederlandse lidwoorden, was er gaandeweg praktisch niemand die hem nog als een buitenlander beschouwde, dan wel behandelde.
Hij nam dan ook probleemloos zitting in uiteenlopende besturen en commissies, trad zelfs toe tot de redactie van het Nederlands-Vlaamse jongerentijdschrift Gard Sivik en werkte mee aan literaire tijdschriften als Litterair Paspoort, De Gids, De Nieuwe Stem, Maatstaf en De Revisor.
Hij was niet alleen actief lid van de Nederlandse en Internationale PEN, de Vereniging van Letterkundigen, de Maatschappij der Nederlandse Letterkunde en de Nationale Unesco Commissie, maar hij was bovendien bestuurslid van de Stichting ter Bevordering van de Vertaling van Nederlands Letterkundig Werk in het Buitenland, het Nederlands Genootschap van Vertalers en de organisatie Schrijvers, School, Samenleving. Verder was hij erelid van de Vereniging van Vlaamse Letterkundigen.

## Workshops, festivals, manifestaties
In 1967 organiseerde Holmes in het Amsterdamse Concertgebouw de manifestatie "Poetry for Now". Bij die gelegenheid werden duizenden stickers met vertaalde gedichten overal in de stad geplakt; vele daarvan kon men jaren later her en der nog goed leesbaar aantreffen in bushokjes en portieken, op lantaarnpalen, hekken, slagbomen en ander straatmeubilair. 
In de jaren 70 startte Holmes een workshop poëzievertalen, waaraan door veel studenten van uiteenlopende studierichtingen werd deelgenomen. Sommigen van hen hebben later zelf naam gemaakt als professioneel vertaler van poëzie. Op 4 november 1983 organiseerde hij in het theatertje boven de Amsterdamse leerbar Spijker een symposium over homoseksualiteit in de literatuur onder de naam Vriendjespoëtiek.
Tijdens poëziemanifestaties, zoals Poetry International in Rotterdam en One World Poetry in Amsterdam was Holmes steevast van de partij, nu eens poëzie reciterend, dan weer als leider en organisator van vertaalseminars, maar altijd actief, nooit "slechts op bezoek". Als hij de kans kreeg, organiseerde hij ook lezingen met (vertaalde) Nederlandse poëzie in het buitenland, tot en met de Washingtonse Library of Congress aan toe.

## Poetry Gone Gay
In 1984, ten slotte, verzorgde hij in het kader van One World Poetry een avond "Poetry Gone Gay". Daar las hij geestdriftig voor uit zijn eigen homo-erotische gedichten. Dat hij niet slechts de kans kreeg om ook die kant van zichzelf aan het publiek te tonen, maar dat hij er bovendien erkenning en bijval mee wist te oogsten, ervoer hij als een belangrijke bevrijding.
Holmes hield ervan zijn seksuele geaardheid uitbundig tentoon te spreiden. Niet alleen in zijn gedichten, maar vooral ook in zijn zorgvuldig gekozen kleding en bijbehorende attributen. Zo vormde hij zichzelf, zeker in de laatste jaren van zijn leven, bewust tot de icoon van de foto bij dit artikel: oudere man, kort, praktisch spierwit haar, leren jasje, jeans met spijkerriem, spijkerarmband, roze driehoek op de revers, zware sleutelbos, en de hoek van een rode zakdoek die achteloos uit een kontzak wappert. Diezelfde seksuele bevrijding zou evenwel de oorzaak worden van zijn vroegtijdig overlijden ten gevolge van aids. Hij kende de gevaren van zijn uitbundige levensstijl, maar het was zijn verklaarde en bewuste keuze geweest zich daaraan niets gelegen te laten liggen.
Bij zijn druk bezochte uitvaart las zijn levensgezel Hans van Marle, zijn grote liefde die er de oorzaak van was geweest, dat hij in 1950 besloten had voorgoed in Nederland te blijven, een kort afscheidswoord, dat hij besloot met een beroemd citaat uit "Meditation XVII" of Devotions Upon Emergent Occasions, het in 1624 door John Donne geschreven metafysische gedicht, waaraan Ernest Hemingway in 1940 de titel van zijn beroemde roman For Whom the Bell Tolls zou ontlenen:
'No man is an island entire of itself; every man

is a piece of the continent, a part of the main;

(...)

any man's death diminishes me,

because I am involved in mankind.

And therefore never send to know for whom

the bell tolls; it tolls for thee.'